# Zollbrücke (Göschenen)

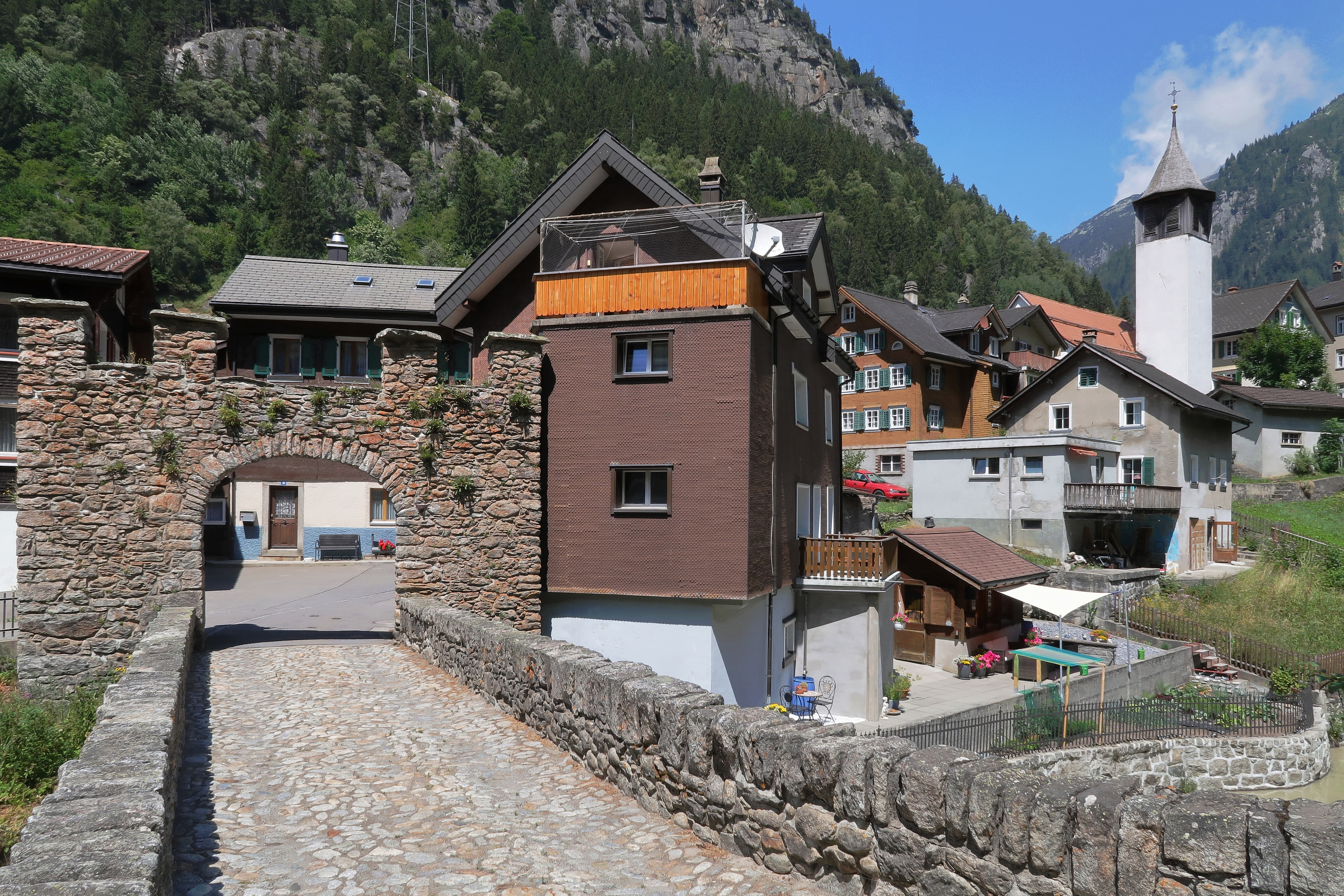
Zollbrücke (2018)

Die Zollbrücke ist eine Steinbrücke in Göschenen im Schweizer Kanton Uri.
Die Brücke mit einem zinnenbewehrten Zolltor führt über die Göschener Reuss und ist ein Kulturgut regionaler Bedeutung.
Die Zollbrücke wurde um 1240 von den Grafen von Rapperswil erstellt. Bis 1830 wurde bei der Zollbrücke Zoll erhoben.